# Автомагістраль G59 Хух-Хото–Бейхай
Автомагістраль Хух-Хото-Бейхай (спрощ.: 呼和浩特–北海高速公路), позначається як G59 і зазвичай називається швидкісною автострадою Хубей (спрощ.: 呼北高速公路; не плутати з провінцією Хубей) — неповна швидкісна дорога в Китаї. Це головна швидкісна дорога з півночі на південь, яка після завершення з’єднає міста Хух-Хото, столицю Внутрішньої Монголії, з Бейхаєм на південному узбережжі в автономному регіоні Гуансі. 24 травня 2013 року швидкісна автомагістраль була оголошена однією з одинадцяти головних швидкісних доріг із півночі на південь у мережі швидкісних доріг Китаю.

Хубейська автострада G59 у провінції Хубей